# Alusiano
Alusian o Alusiano (en búlgaro: Алусиан, en griego: Ἀλουσιάνος) fue un noble búlgaro y bizantino que gobernó como zar de Bulgaria por un corto tiempo en el año 1041.

## Vida

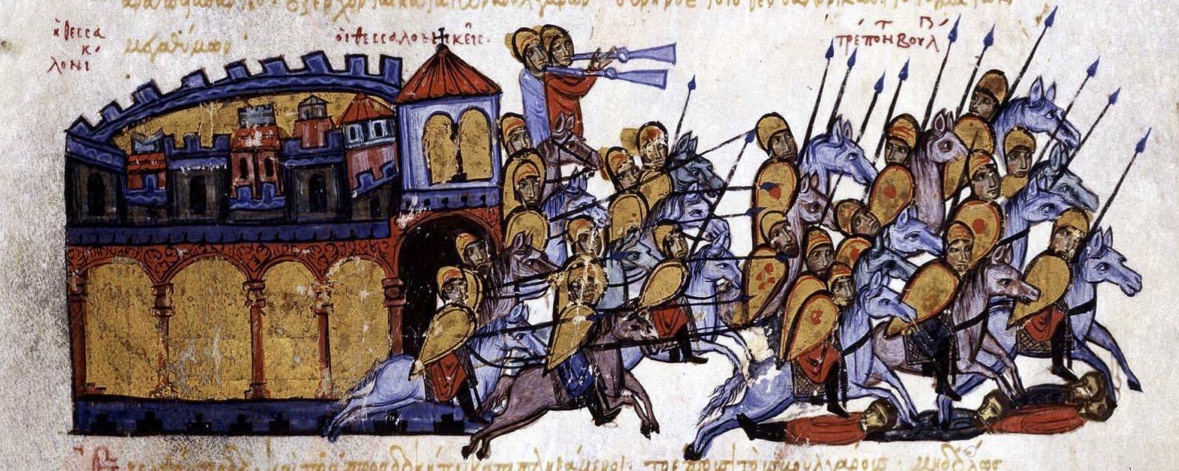
Después de su fallido ataque en Tesalónica, el ejército búlgaro de Alusian huye. Miniatura de la Crónica de Skylitzes.

Alusian fue el segundo hijo del zar Iván Vladislav de Bulgaria con su esposa María. Junto con su hermano mayor, Presian II, trató de resistir la anexión búlgara por el Imperio bizantino en 1018, pero finalmente tuvo que rendirse ante el emperador Basilio II en el mismo año.
En el Imperio Bizantino Alusian se unió a las filas de la corte aristocrática y fue nombrado gobernador (strategos) del Thema de Teodosiópolis. Alusian aumentó su riqueza al casarse con un miembro rico de la nobleza armenia, pero después en los años 1030 perdió el favor del emperador Miguel IV el Paflagonio y su hermano, el poderoso paracemomeno Juan el Eunuco. Alusian fue privado de determinados bienes y multado con una cantidad considerable por sus presuntas fechorías.
Habiendo oído del levantamiento exitoso de su primo segundo Pedro Deljan contra el emperador en 1040, Alusian huyó de la corte bizantina y se unió a las filas de Pedro. Alusian fue recibido por Pedro, quien le dio un ejército para atacar a Tesalónica. Sin embargo el asedio fue levantado por los bizantinos, y el ejército búlgaro fue derrotado. Alusian apenas pudo escapar y regresó a Ostrovo.
Una noche en 1041, durante la cena, Alusian se aprovechó de la embriaguez de Pedro, le cortó la nariz y le cegó con un cuchillo de cocina. Ya que Alusian llevaba la sangre del zar Samuel, fue proclamado zar en forma rápida en lugar de Pedro por sus tropas, pero conspiró para desertar a los bizantinos. Como las tropas búlgaras y bizantinas se estaban preparando para una batalla, Alusian se pasó al enemigo, renunciando a ser zar y dejándoselo al ciego Pedro. Como recompensa, sus bienes y tierras le fueron devueltas y se le dio el alto rango de la corte de magistro. El mismo título había sido concedido anteriormente a otros zares depuestos de Bulgaria, como Boris II en 971 y Presian II en 1018.
La suerte posterior de Alusian se desconoce, pero sus descendientes, los Alusianos siguieron prosperando en las filas de la aristocracia bizantina hasta el siglo XIV.

## Matrimonio y descendencia
De su matrimonio con una noble mujer armenia del Thema de Carsiano, Alusian tuvo varios hijos, entre ellos:
- Basilio, general y gobernador de Edesa.
- Samuel, un oficial bizantino del Thema Armeníaco.
- Hija de nombre desconocido, que se casó con el futuro emperador bizantino Romano IV Diógenes.